# Ukrainische Gegenoffensive in der Ostukraine
Die ukrainische Gegenoffensive in der Ostukraine war ein im Herbst 2022 geführter militärischer Vorstoß der ukrainischen Streitkräfte im Rahmen des Russland-Ukraine-Kriegs 2022. Bei diesem Vorstoß gelang der ukrainischen Seite Anfang September überraschend ein breiter Durchbruch durch die russische Frontlinie; es folgten die Rückeroberung u. a. der Orte Balaklija, Kupjansk, Isjum in der Oblast Charkiw, und die Rückeroberung von Lyman in der Oblast Donezk. Im Oktober 2022 gelang den ukrainischen Truppen auch ein Vordringen in die Oblast Luhansk.
Schon wenige Tage vor dem Durchbruch in der Ostukraine hatte eine lange erwartete ukrainische Gegenoffensive in der südlichen Ukraine, in der Oblast Cherson, begonnen, die Anfang Oktober bedeutende Durchbrüche in Richtung Cherson erreichte. Im November 2022 wurde die Bezirkshauptstadt von ukrainischen Truppen befreit, und die russischen Streitkräfte räumten das Westufer des Dnjepr.
Im Oktober 2022 kam die Offensive zum Erliegen, es entwickelte sich entlang der gesamten Frontlinie im Osten ein Stellungs- und Grabenkrieg.

## Ausgangslage
Während sich russische Truppen im März 2022 nach dem Scheitern der Einnahme von Kiew aus der Nordukraine zurückzogen, setzten sie ihren Vormarsch in der Oblast Charkiw Richtung Süden fort; Ende März wurde Isjum von russischen Streitkräften nach heftigen Kämpfen erobert. Von hier konnten die russischen Kräfte die Hauptmacht der ukrainischen Armee, die im Donbas die seit 2014 bestehende Kontaktlinie verteidigte, mit einer möglichen Einkreisung bedrohen. Allerdings bildete der Fluss Siwerskyj Donez, der in etwa auf halbem Weg zwischen Charkiw und Kupjansk von der russischen Grenze nach Süden fließt, südwestlich von Balaklija nach Südosten biegt und dann südlich von Lyman und Jampil verläuft, und dessen stark bewaldetes linke Ufer, eine natürliche Barriere, die von den ukrainischen Kräften weitgehend gehalten werden konnte. Im Mai erfolgten mehrfache Versuche der russischen Armee, den Fluss zu überqueren und nach Süden durchzubrechen, die erfolgreich zurückgeschlagen wurden und dabei zu hohen Verlusten auf der russischen Seite führten; die russische Führung verlegte sich danach auf eine defensive Haltung in diesem Frontabschnitt und setzte fortan weniger kampfstarke Kräfte zum Halten der besetzten Gebiete ein.
Ende August 2022 lancierten die ukrainischen Streitkräfte eine lang erwartete Offensive in der Oblast Cherson im Süden der Ukraine – die russische Seite hatte den Sommer über in Erwartung dieser Offensive massiv Kräfte in die Gegend verlegt (und dabei die Frontabschnitte um Isjum weiter ausgedünnt), während die ukrainische Artillerie deren Versorgungs- und Rückzugslinien über den Dnepr systematisch abschnitt.
Parallel dazu hatte die ukrainische Seite in der westlichen Oblast Charkiw, von den Russen unbemerkt, Truppen für eine Offensive konzentriert.

## Verlauf der Offensive im Herbst 2022 und Besonderheiten
Am 8. September konnte die Ukraine die strategisch wichtige Kreisstadt Balaklija befreien. Noch am 9. September hatten russische Kriegsblogger geschrieben, eine Einnahme Isjums sei gänzlich unmöglich.
Trotzdem hatten ukrainische Truppen schon am Folgetag die russische Frontlinie um mehr als 50 Kilometer durchstoßen und die als Eisenbahnknotenpunkt strategisch bedeutsame Stadt Kupjansk am 10. September befreit. Als Folge daraus gab Russland am Nachmittag desselben Tages den Abzug seiner Truppen aus der Stadt Isjum, unmittelbar an der Grenze zum Donbas, bekannt. Nur Minuten später rief die russische Militärverwaltung alle Menschen in der gesamten Oblast Charkiw auf, die Region zu verlassen; russische Truppen traten unter hohem Materialverlust die Flucht an, um eine Einkesselung zu vermeiden. Am frühen Abend desselben Tages gab die Ukraine bekannt, dass ihre Truppen bereits am Stadtrand der Großstadt Lyssytschansk in der benachbarten Oblast Luhansk stünden. Am 11. September zog sich Russland sowohl aus dem Nordosten als auch dem Norden der Region Charkiw zurück. Der Oberbefehlshaber der ukrainischen Streitkräfte, Walerij Saluschnyj, bezifferte am selben Tag die zurückeroberten Gebiete auf einen Umfang von 3000 Quadratkilometern.
Laut Einschätzung des britischen Militärgeheimdienstes war es die 1. Gardepanzerarmee (welche zu Beginn des Überfalls schwere Verluste erlitten hatte und nicht wieder aufgestockt worden war), die im September 2022 in der Oblast Charkiw stationiert war und sich infolge der ukrainischen Gegenoffensive von dort zurückzog.
Bei ihrem fluchtartigen Rückzug aus der Oblast Charkiw ließen russische Truppen (u. a. durch die Evakuierung von Waffenlagern) funktionsfähige Handwaffen, Munition und Fahrzeuge (darunter Panzer) zurück, die von ukrainischen Streitkräften erbeutet wurden.
Waren die ukrainischen Munitionsbestände, insbesondere die von Artilleriegeschossen, noch vor der Gegenoffensive beinahe erschöpft, sind durch Unmengen an zurückgelassener Munition durch russische Streitkräfte und durch das Vorrücken ukrainischer Truppen, die Munitionslager der Ukraine wieder aufgefüllt worden.

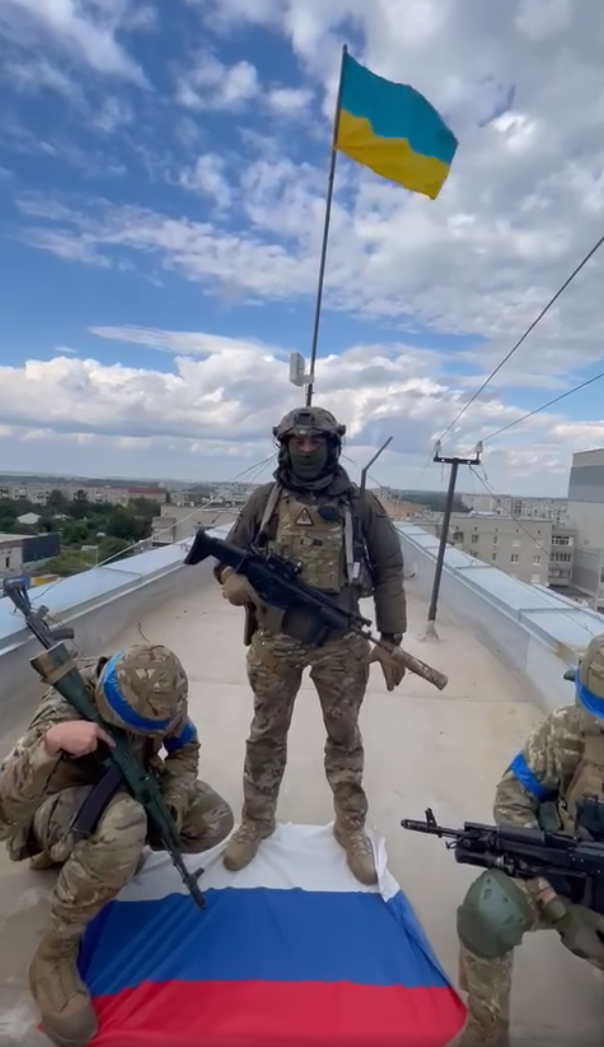
Rückeroberung von Balaklija am 8. September 2022 durch ukrainische Truppen

Bei der ukrainischen Gegenoffensive fuhren ukrainische Truppen laut einem ukrainischen Militärexperten mit leichter motorisierter Infanterie an kaum verteidigten Frontabschnitten in die Besatzungszone, um so hinter feindliche Stellungen zu gelangen und diese unter hoher Mobilität von dort aus zu attackieren. Diese angeblich auf Nestor Machno zurückgehende Taktik sei in Charkiw und bei Lyman angewandt worden und besonders erfolgreich gewesen. Die russische Gegenseite habe sich darauf im Oktober 2022 langsam eingestellt und die Dichte der Verteidigung verstärkt, weshalb Geländegewinne danach mehr Zeit in Anspruch genommen haben.
Der Generalleutnant Roman Berdnikow wurde nur 16 Tage nach Antritt seines Kommandos von Präsident Putin entlassen.

### Offensive bei Balaklija

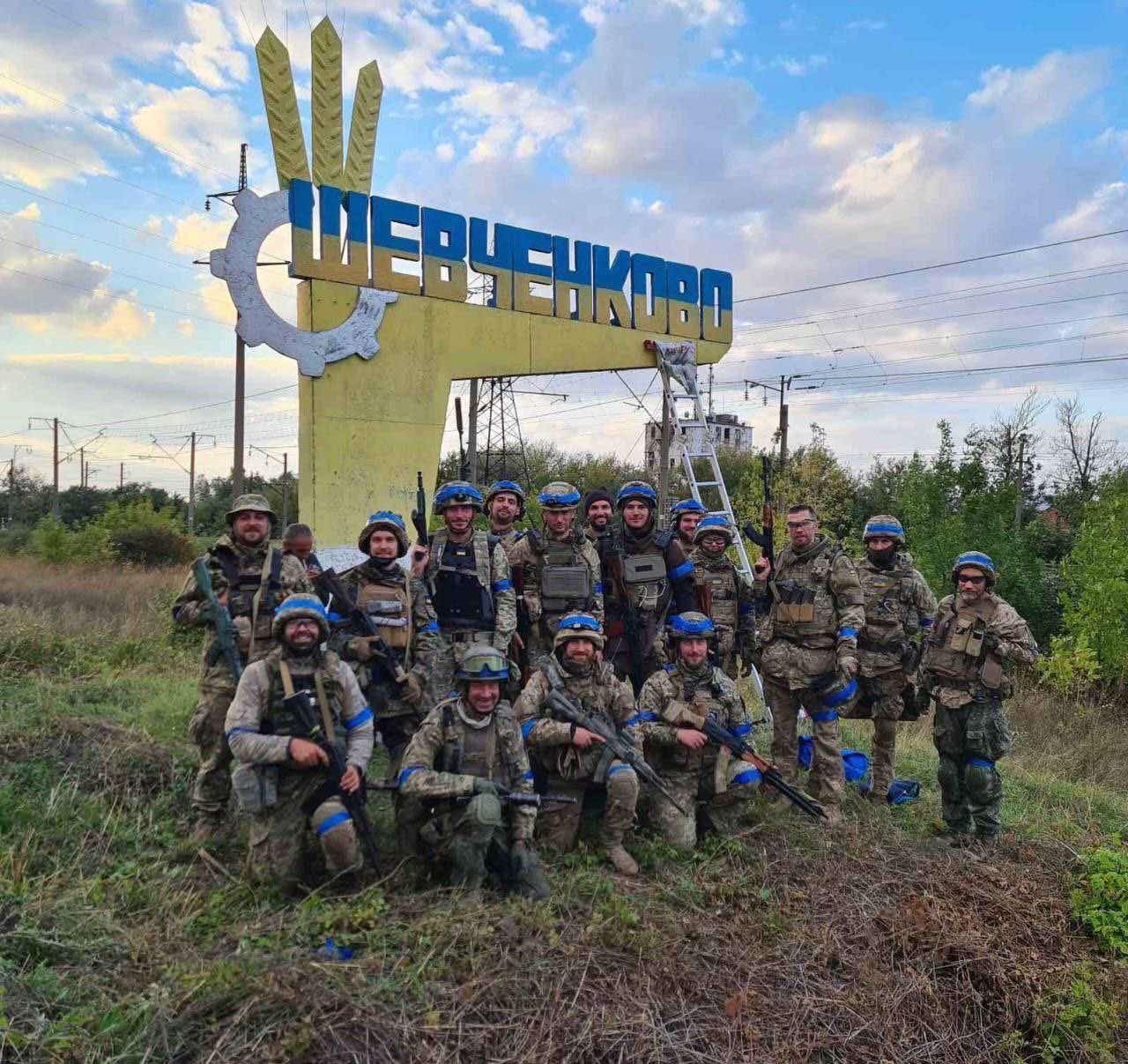
Ukrainische Soldaten am Ortsrand von Schewtschenkowe

Die Kreisstadt Balaklija hat etwa 30.000 Einwohner und liegt im Osten der Oblast Charkiw. In Folge des russischen Überfalls auf die Ukraine wurde die Stadt am 3. März 2022 durch die russische Armee besetzt.
Ende August 2022 startete die ukrainische Armee die Gegenoffensive; dabei gelang es der Ukraine, eine Fläche von mehr als 1000 Quadratkilometern mit mehr als 20 Orten und Dörfern zurückzuerobern und auf Balaklija vorzurücken. Am 8. September gab der ukrainische Präsident Wolodymyr Selenskyj die Befreiung von Balaklija bekannt. Zeitgleich konnten die ukrainischen Streitkräfte auch Schewtschenkowe, etwa 40 Kilometer nördlich von Balaklija, erobern.

### Frontbogen von Kupjansk und Rückeroberung
Nach der Einnahme von Balaklija stieß die ukrainische Armee am 9. und 10. September 2022 mehr als 50 Kilometer weit durch die russische Front in Richtung Kupjansk vor und eröffnete damit einen großen Frontbogen. Am Mittag des 10. September gab die Ukraine die Befreiung von Kupjansk bekannt. Die Stadt, am 27. Februar 2022 durch die russische Armee erobert, stellte den wichtigsten Eisenbahnknotenpunkt für die Versorgung der russischen Streitkräfte in der gesamten Oblast Charkiw und im westlichen Donbas dar, da von dort aus die Bahnstrecke nach Belgorod in Russland verläuft. Außerdem liegt die Stadt am Fluss Oskol. Um den Vormarsch der Ukraine zu verlangsamen, sprengte Russland unter anderem eine Brücke.

### Russischer Rückzug aus Isjum und ukrainischer Vormarsch in den Donbas
Durch die Einnahme von Kupjansk konnte die Ukraine auf die strategisch ebenfalls wichtige Stadt Isjum von Norden, Westen und Süden aus vorrücken mit der Möglichkeit, die dortigen russischen Streitkräfte einzukesseln, während die östliche Flanke durch den Oskil gedeckt wurde. Am 10. September 2022 gab das russische Verteidigungsministerium bekannt, man habe im Zuge einer „Umgruppierung“ Isjum verlassen, um einer ukrainischen Einkesselung zuvor zu kommen; beim Rückzug mussten allerdings viele Militärgeräte zurückgelassen werden. Kurz darauf rief der Leiter der russischen Militärverwaltung in der Region, Witali Gantschew, alle Bewohner der Oblast Charkiw auf, ihr Leben zu retten und die Region zu verlassen.
Der ukrainische Militärgouverneur der Oblast Luhansk, Serhij Hajdaj, gab am frühen Abend desselben Tages bekannt, dass die ukrainischen Truppen bereits am Stadtrand von Lyssytschansk im Donbas stünden.

### Russischer Rückzug aus dem Nordosten der Region Charkiw
Am 11. September zeigte das Verteidigungsministerium in Moskau Karten, aus denen hervorgeht, dass sich die russischen Streitkräfte auch aus einem Großteil des Gebiets im Nordosten von Charkiw zurückgezogen hatten. Die russischen Einheiten hatten den Norden des Gebiets bis zur Grenze nach Russland geräumt und zogen sich im Osten auf eine Linie hinter die Flüsse Oskil und Siwerskyj Donez zurück. Allerdings teilte der ukrainische Generalstab in seinem Lagebericht mit, dass nicht alle russischen Truppen den Rückzug geschafft hätten: „Im Raum Charkiw sind feindliche Einheiten aus dem Bestand der 3. motorisierten Schützendivision der 20. Armee von den Versorgungswegen abgeschnitten und in Panik.“ Einwohner in der Ortschaft Kosatscha Lopan, 30 Kilometer nördlich von Charkiw und nur 4 Kilometer von der russischen Grenze entfernt, hissten nach mehr als sechs Monaten russischer Besatzung am 11. September die ukrainische Flagge.
Die russischen Streitkräfte sollten zunächst entlang des Oskil eine Verteidigungslinie aufbauen. Am 19. September 2022 wurde auch der Oskil überschritten und ukrainische Truppen gelang es, mehrere Brückenköpfe am Ostufer des Flusses auszubauen.
Seit der Gegenoffensive stehen etwa 29 Siedlungen in Charkiw unter russischer Kontrolle. (Stand 25. März)

### Rückeroberung von Lyman
In den folgenden zwei Septemberwochen hatten ukrainische Truppen weiter Geländegewinne an der Charkiw-Front östlich des Oskil erzielt; am Mittag des 30. September meldete die ukrainische Armee die seit fast einem Monat umkämpfte Kleinstadt Jampil in der Oblast Donezk als zurückerobert. Am 1. Oktober 2022 besetzten ukrainischen Kräfte die westlich gelegene Stadt Lyman; nach ukrainischen Angaben drohten dort etwa 5000 russische Soldaten eingekesselt zu werden, russische Truppenteile konnten sich jedoch unter hohen Verlusten durch ukrainischen Artilleriebeschuss auf der Straße in Richtung Kreminna zurückziehen.
Durch die Einnahme von Lyman war die Überquerung des Siwerskyj Donez in der Oblast Donezk durch ukrainische Truppen Gewissheit. Dieser Umstand war dem britischen Militärgeheimdienst zufolge strategisch wichtig. So ist es den russischen Streitkräften nicht gelungen, den Fluss zu nutzen, um sich dahinter zu konsolidieren.
Militärexperten des US-amerikanischen Thinktank Institute for the Study of War (ISW) zufolge war der russische Rückzug bei Lyman Konsequenz einer geringen militärischen Stärke, die sich aus der angeblichen Entscheidung der russischen Staatsführung ergibt, die Verstärkung der Frontabschnitte in den Oblasten Cherson und Saporischschja höher zu priorisieren als jenen Frontabschnitt bei Lyman.
Der Präsident Tschetscheniens, Ramsan Kadyrow, plädierte wegen des erneuten Rückzugs russischer Streitkräfte dafür, dass Russland „drastischere Maßnahmen“ ergreifen sollte, „bis hin zur Verhängung des Kriegsrechts in den Grenzregionen und dem Einsatz von Atomwaffen mit geringer Sprengkraft.“ Das ISW erklärte diesbezüglich, dass das russische Militär „in seinem derzeitigen Zustand mit ziemlicher Sicherheit nicht in der Lage“ sei, „auf einem nuklearen Schlachtfeld zu operieren“, „obwohl es über die notwendige Ausrüstung verfügt und seine Einheiten in der Vergangenheit dafür ausgebildet hat.“

## Übergang zum Stellungskrieg
Bald nach der Eroberung Lymans Anfang Oktober 2022 lief die Offensive aus, es entwickelte sich entlang der gesamten Frontlinie im Osten ein Stellungs- und Grabenkrieg ohne nennenswerte Gebietsgewinne auf russischer oder ukrainischer Seite. Besonders starke Kämpfe fanden dabei über mehrere Monate um die Stadt Bachmut statt.